# Louder Than Love
Louder Than Love is het tweede studioalbum van de Amerikaanse rockband Soundgarden. Het album werd op 5 september 1989 uitgebracht door A&M Records. Na een aanvullende tour voor hun debuutalbum Ultramega OK tekende de band bij A&M en begon het te werken aan haar eerste album voor een groot platenlabel. De nummers op het album hebben een heavy-metalsound en sommige nummers bevatten onorthodoxe maatsoorten, bijvoorbeeld Get on the Snake.
Vanwege de lyrics van bepaalde nummers had de band problemen met de distributie van het album en kreeg het album een 'Parental Advisory'-sticker op de cd-hoes. Dit kwam voornamelijk door de nummers Big Dumb Sex, waarin het woord 'fuck' veel gebruikt wordt, en Hands All Over, met de zin 'kill your mother'. Louder Than Love werd het eerste album van de band dat in de Amerikaanse Billboard 200 kwam. De band ondersteunde het album met tournees door Noord-Amerika en Europa. Het was het laatste album van Soundgarden waar de oorspronkelijke bassist Hiro Yamamoto aan bijdroeg.

## Tracks
Alle liedteksten door Chris Cornell, tenzij anders aangegeven.

| Nr. | Titel               | Tekst         | Muziek        | Duur |
| --- | ------------------- | ------------- | ------------- | ---- |
| 1.  | Ugly Truth          |               |               | 5:26 |
| 2.  | Hands All Over      |               | Kim Thayil    | 6:00 |
| 3.  | Gun                 |               |               | 4:42 |
| 4.  | Power Trip          |               | Hiro Yamamoto | 4:09 |
| 5.  | Get on the Snake    |               | Thayil        | 3:44 |
| 6.  | Full on Kevin's Mom |               |               | 3:37 |
| 7.  | Loud Love           |               |               | 4:57 |
| 8.  | I Awake             | Kate McDonald | Yamamoto      | 4:21 |
| 9.  | No Wrong No Right   |               | Yamamoto      | 4:47 |
| 10. | Uncovered           |               |               | 4:30 |
| 11. | Big Dumb Sex        |               |               | 4:11 |
| 12. | Full On (Reprise)   |               |               | 2:42 |

## Bezetting
Bandleden
- Chris Cornell – zang, gitaar
- Kim Thayil – gitaar
- Hiro Yamamoto – basgitaar
- Matt Cameron – drums

Producenten
- Nelson Ayres, Jack Endino, Stuart Hallerman – studio-assistentie
- Michael Barbiero, Steve Thompson – mixdown
- Art Chantry – design & art execution
- Terry Date – producent, systeemtechnicus
- Michael Lavine, Charles Peterson – fotografie
- Bruce Pavitt – Third Eye/voorkant cd-hoes
- Soundgarden – productie
- Howie Weinberg – mastering